# باكولود
باكولود (بالإنجليزية: Bacolod) هي مدينة عالية التحضر في الفلبين. يبلغ عدد سكانها 561,875 نسمة وذلك حسب إحصائيات سنة 2015. يبلغ ارتفاع المدينة عن سطح البحر قرابة 10 متر. تبلغ مساحتها 162٫67 كم²

## المناخ
يظهر الجدول التالي التغييرات المناخية على مدار السنة لباكولود:
| البيانات المناخية لـباكولود       | البيانات المناخية لـباكولود | البيانات المناخية لـباكولود | البيانات المناخية لـباكولود | البيانات المناخية لـباكولود | البيانات المناخية لـباكولود | البيانات المناخية لـباكولود | البيانات المناخية لـباكولود | البيانات المناخية لـباكولود | البيانات المناخية لـباكولود | البيانات المناخية لـباكولود | البيانات المناخية لـباكولود | البيانات المناخية لـباكولود | البيانات المناخية لـباكولود |
| الشهر                             | يناير                       | فبراير                      | مارس                        | أبريل                       | مايو                        | يونيو                       | يوليو                       | أغسطس                       | سبتمبر                      | أكتوبر                      | نوفمبر                      | ديسمبر                      | المعدل السنوي               |
| --------------------------------- | --------------------------- | --------------------------- | --------------------------- | --------------------------- | --------------------------- | --------------------------- | --------------------------- | --------------------------- | --------------------------- | --------------------------- | --------------------------- | --------------------------- | --------------------------- |
| متوسط درجة الحرارة الكبرى °م (°ف) | 31 (88)                     | 31 (88)                     | 32 (90)                     | 34 (93)                     | 33 (91)                     | 32 (90)                     | 31 (88)                     | 31 (88)                     | 31 (88)                     | 31 (88)                     | 32 (90)                     | 31 (88)                     | 32 (89)                     |
| متوسط درجة الحرارة الصغرى °م (°ف) | 23 (73)                     | 23 (73)                     | 24 (75)                     | 25 (77)                     | 25 (77)                     | 25 (77)                     | 24 (75)                     | 24 (75)                     | 24 (75)                     | 24 (75)                     | 24 (75)                     | 24 (75)                     | 24 (75)                     |
| الهطول مم (إنش)                   | 39 (1.5)                    | 37 (1.5)                    | 38 (1.5)                    | 57 (2.2)                    | 156 (6.1)                   | 237 (9.3)                   | 376 (14.8)                  | 338 (13.3)                  | 250 (9.8)                   | 191 (7.5)                   | 134 (5.3)                   | 114 (4.5)                   | 1٬967 (77.4)                |
| المصدر #1: worldweatheronline.com |                             |                             |                             |                             |                             |                             |                             |                             |                             |                             |                             |                             |                             |
| المصدر #2: www.myweather2.com     |                             |                             |                             |                             |                             |                             |                             |                             |                             |                             |                             |                             |                             |

## توأمة
لباكولود اتفاقيات توأمة مع كل من:
- كيلونغ
- لونغ بيتش
- ناغا

## أعلام
- رينيل هوناتان
- توتو ليونيداس
- بوبي إنريكيز
- جيف شان
- ويليام فالنتاين
- علي غوشمين

## روابط خارجية
- الموقع الرسمي